# جیمز دولین
جیمز دولین (انگلیسی: James Dollins؛ زادهٔ) بازیکن فوتبال اهل بریتانیا است.
از باشگاه‌هایی که در آن بازی کرده‌است می‌توان به باشگاه فوتبال برنلی و باشگاه فوتبال بلکپول اشاره کرد.